# Lophocolea otiphylla
Lophocolea otiphylla là một loài Rêu trong họ Lophocoleaceae. Loài này được (Hook. f. & Taylor) Mitt. mô tả khoa học đầu tiên năm 1859.